# Platyhypnidium moorei
Platyhypnidium moorei là một loài Rêu trong họ Brachytheciaceae. Loài này được (Broth. & Geh.) M. Fleisch. miêu tả khoa học đầu tiên năm 1923.